# Reina Sofía
Reina Sofía (F-84) – hiszpańska fregata rakietowa, czwarta jednostka typu Santa María.

## Skrócony opis
Reina Sofía (F-84) jest czwartym okrętem z serii hiszpańskich fregat rakietowych Santa María, będących lokalnym, licencyjnym rozwinięciem okrętów typu Oliver Hazard Perry (OHP). Budowę okrętu rozpoczęto 12 października 1987 roku. Jednostkę zwodowano 19 lipca 1989, zaś uroczyste wprowadzenie fregaty do służby odbyło się 30 października 1990 roku.
Okręt ten, tak jak inne jednostki tej serii, w stosunku do fregat OHP posiadają większą szerokość oraz wyporność, co pozwala na łatwiejszą implementację ewentualnych przyszłych modernizacji i przezbrojeń. Okręt posiada dodatkowo radar dozoru nawodnego i powietrznego RAN-12L. Okręty tego typu posiadają także inne zespoły prądotwórcze, systemy walki elektronicznej, stację hydrolokacyjną oraz lokalny system CIWS Meroka Mod. 2B.